# Aeropuerto de Paderborn-Lippstadt
El Aeropuerto de Paderborn/Lippstadt (Alemán: Flughafen Paderborn/Lippstadt) (IATA: PAD, OACI: EDLP) es un aeropuerto en Alemania que da servicio al área de Ostwestfalen-Lippe en Westphalia. Aunque el nombre haga pensar que el aeropuerto se encuentra dentro de la ciudad de Paderborn o del pueblo de Lippstadt, el aeropuerto se encuentra actualmente ubicado cerca del pueblo de Büren, a unos dieciocho kilómetros del centro de la ciudad de Paderborn. Aunque el aeropuerto teóricamente sólo sirve a la  región de Ostwestfalen Lippe, es muy popular entre los residentes de un amplio área debido a la disponibilidad de un aparcamiento de larga estancia gratuito. Desde que en 1971 pasa a manos de la Flughafen Paderborn/Lippstadt GmbH, ha ido creciendo hasta alcanzar los 1,3 millones de pasajeros en el aeropuerto en todo el año 2004.

## Aerolíneas y destinos
Las siguientes aerolíneas operan vuelos regulares al Aeropuerto de Paderborn Lippstadt:
| Aerolíneas               | Destinos |
| ------------------------ | --- |
| Air Cairo                | Estacional: Hurghada |
| Air Nostrum              | Chárter estacional: Palma de Mallorca                                                                                       |
| Corendon Airlines        | Antalya |
| Eurowings                | Estacional: Palma de Mallorca                                                                                               |
| Freebird Airlines Europe | Chárter estacional: Antalya, Burgas, Fuerteventura, Gran Canaria, Heraclión, Hurghada, Kos, Palma de Mallorca, Rodas, Yerba |
| Lufthansa                | Múnich |
| Pegasus Airlines         | Estacional: Antalya |
| Ryanair                  | Alicante Estacional: Gerona (inicia 31 de marzo de 2024), Málaga, Palma de Mallorca                                         |
| SunExpress               | Antalya |

## Estadísticas
Ver fuente y consulta Wikidata.

## Transporte terrestre
El aeropuerto está ubicado junto a la Autobahn A 44 en la salida de Büren (60). El aparcamiento de larga estancia es gratuito.
Hay un servicio de buses lanzadera desde la estación central de Paderborn. Opera cada hora aproximadamente en cada sentido. También está previsto construir una conexión de tren entre el aeropuerto y la ciudad en el futuro.